# هيلموت براندت
هيلموت براندت (بالألمانية: Helmut Brandt)‏ هو سياسي ألماني، ولد في 24 أكتوبر 1950 في ألمانيا. حزبياً، نشط في الاتحاد الديمقراطي المسيحي (1996 – ). انتخب عضو في البوندستاغ الألماني خلال فترته النيابية ‏ (22 أكتوبر 2013 – ) وانتخب عضو في البوندستاغ الألماني (18 أكتوبر 2005 – 27 أكتوبر 2009) وانتخب عضو في البوندستاغ الألماني خلال فترته النيابية ‏ (28 يونيو 2005 – 18 أكتوبر 2005).

## وصلات خارجية
- الموقع الرسمي